# إقليم نيترا
 إقليم نيترا (بالسلوفاكية: Nitriansky kraj)‏ هو واحد من الثمانية أقاليم التي تشكل الجمهورية السلوفاكية.
يقع الإقليم في غرب سلوفاكيا مجاورا للحدود المجرية.

## المناطق والمدن التابعة لإقليم نيترا
يقسم الإقليم إلى سبعة مناطق تضم أكثر من 350 بلدية.

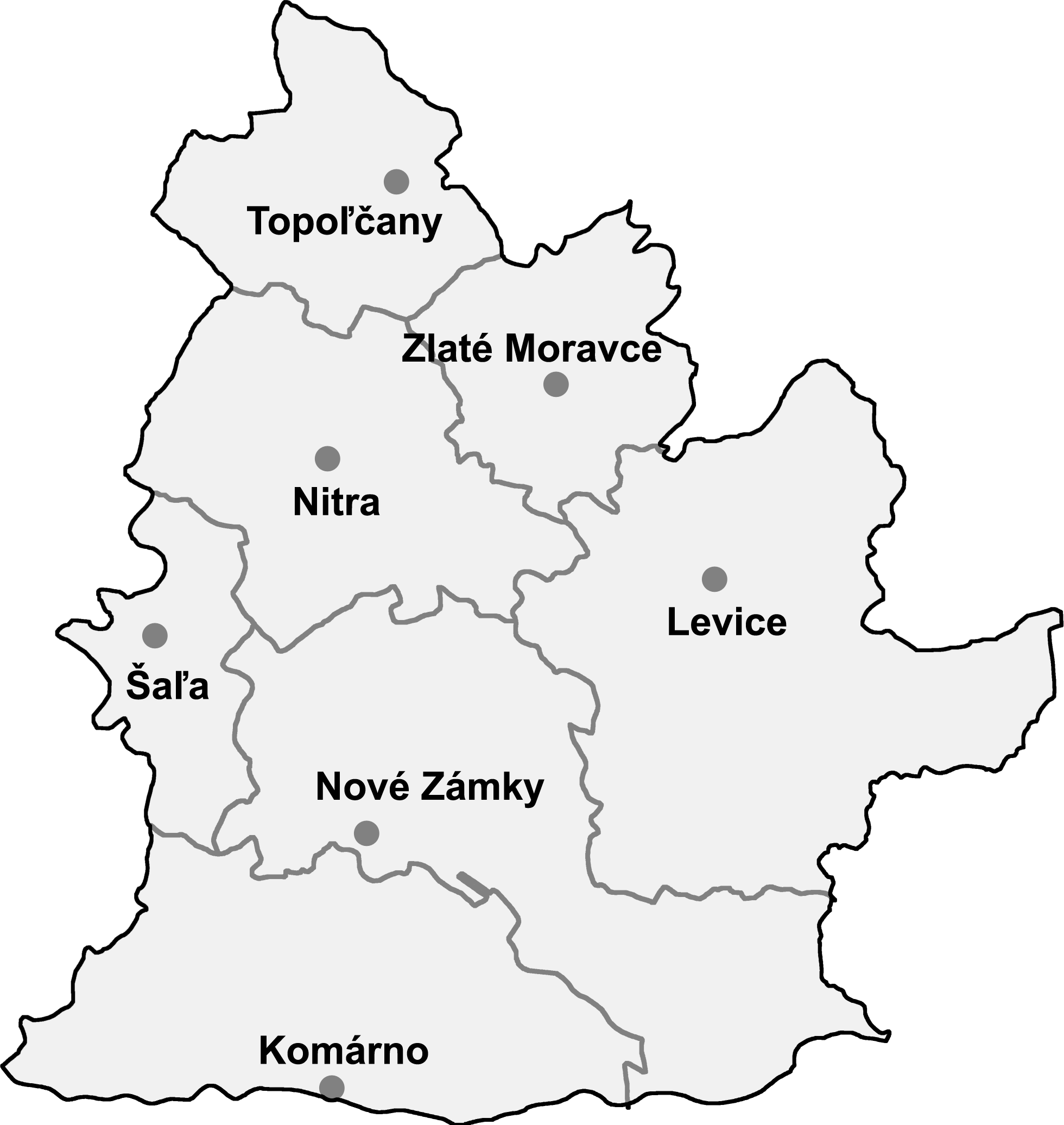
المناطق التابعة لإقليم نيترا

- توبولتشاني (بالسلوفاكية: Topoľčany)‏
- زلاتي مورافتسي (بالسلوفاكية: Zlaté Moravce)‏
- شالا (بالسلوفاكية:  Šaľa)‏
- كومارنو (بالسلوفاكية: Komárno)‏
- ليفيتسا (بالسلوفاكية: Levice)‏
- نوفي زامكي (بالسلوفاكية: Nové Zámky)‏
- نيترا (بالسلوفاكية: Nitra)‏